# Tapferkeits- und Verdienstauszeichnung für Angehörige der Ostvölker

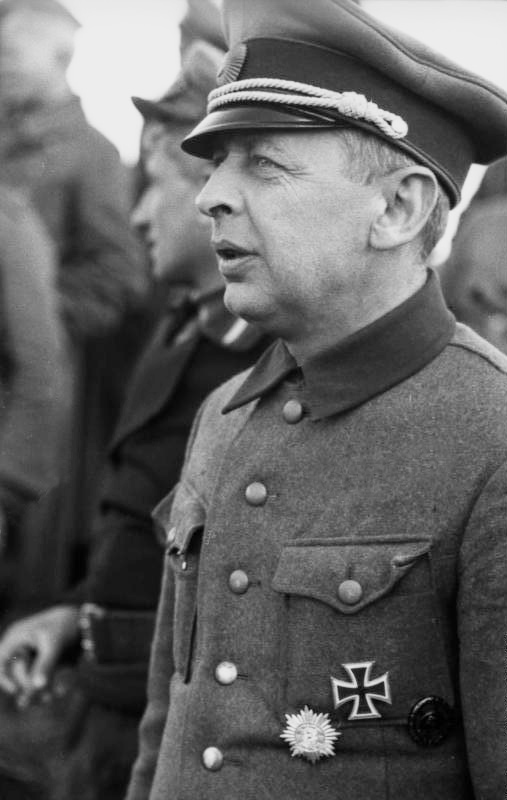
Bronislav Kaminski met de 1e Klasse, het IJzeren Kruis 1e Klasse en het bronzen Gewondeninsigne

De Tapferkeits- und Verdienstauszeichnung für Angehörige der Ostvölker (Nederlands: "Onderscheiding voor Moed en Verdienste voor de Oostelijke Volkeren") was een Duitse onderscheiding die tussen 1942 en 1945 werd toegekend aan de met Duitsland collaborerende burgers en militairen uit de door veel verschillende volkeren bewoonde Sovjet-Unie.
Sommige volkeren waren door Stalin en Lenin vervolgd. Bij anderen ging de afkeer van de regering van Rusland al verder terug; zij hadden zich al tegen het bewind van de tsaren verzet.
De op 14 juli 1942 ingestelde onderscheiding werd ongeveer 7000 maal uitgereikt.
De onderscheiding was een achtpuntige ster, al dan niet met opgelegde zwaarden, met een centraal medaillon. Daarop was een floraal motief aangebracht. De ster van de 1e Klasse is van goud of zilver en heeft een diameter van 48 millimeter en werd zonder lint op het uniform vastgepind. De 2e Klasse heeft een diameter van 40 millimeter en werd aan een lint op de linkerborst gedragen. Deze kleinere sterren werden in goud, zilver en brons toegekend. In werkelijkheid ging het om verguld of verzilverd oorlogsmetaal, een zinklegering. later alleen goud-, zilver en bronskleurig gepatineerd oorlogsmetaal.
De racistische ideologie van de nazi's liet niet toe dat zij die geboren werden in de Slavische en Aziatische volkeren dezelfde onderscheidingen kregen als de Duitsers. Hitler stond wél toe dat Duitsers die eenheden van in Rusland geronselde soldaten aanvoerden een ster als herinnering aan hun opdracht konden dragen. De 1e Klasse werd in dat geval op de borst, onder het IJzeren Kruis 1939 gedragen. Duitsers die eenheden van in Rusland geronselde militairen aanvoerden moesten het IJzeren Kruis 2e en 1e Klasse bezitten alvorens men deze ster kon verwerven.

## Linten
| Onderscheiding voor Moed en Verdienste voor de Oostelijke Volkeren | Onderscheiding voor Moed en Verdienste voor de Oostelijke Volkeren | Onderscheiding voor Moed en Verdienste voor de Oostelijke Volkeren | Onderscheiding voor Moed en Verdienste voor de Oostelijke Volkeren | Onderscheiding voor Moed en Verdienste voor de Oostelijke Volkeren | Onderscheiding voor Moed en Verdienste voor de Oostelijke Volkeren | Onderscheiding voor Moed en Verdienste voor de Oostelijke Volkeren | Onderscheiding voor Moed en Verdienste voor de Oostelijke Volkeren |
|                                                                    |                                                                    | 1e Klasse                                                          | 1e Klasse                                                          | 2e Klasse                                                          | 2e Klasse                                                          | 2e Klasse                                                          |                                                                    |
| ... in goud                                                        | ... in zilver                                                      | ... in goud                                                        | ... in zilver                                                      | ... in brons                                                       |                                                                    |                                                                    |                                                                    |
| ------------------------------------------------------------------ | ------------------------------------------------------------------ | ------------------------------------------------------------------ | ------------------------------------------------------------------ | ------------------------------------------------------------------ | ------------------------------------------------------------------ | ------------------------------------------------------------------ | ------------------------------------------------------------------ |
|                                                                    |                                                                    | met Zwaarden                                                       | zonder Zwaarden                                                    |                                                                    | met Zwaarden                                                       |                                                                    |                                                                    |
| Ribbon bar                                                         | met Zwaarden                                                       |                                                                    |                                                                    |                                                                    |                                                                    |                                                                    |                                                                    |
| Ribbon bar                                                         | zonder ...                                                         |                                                                    |                                                                    |                                                                    |                                                                    |                                                                    |                                                                    |

In de literatuur over deze onderscheiding is ook sprake van lichtgele linten met een rode baan, grasgroene linten meteen donkerblauwe baan en groene linten met een lichtblauwe baan voor de gouden, zilveren en bronzen sterren der 2e Klasse. De onderscheidingen werd ontworpen door Elmar Lang voor de juwelier Gebrüder Godet und Co in Berlijn. De opdracht voor de productie van de vele duizenden insignes werd voornamelijk aan de firma Wächtler & Lange gegund.
De Duitsers rekruteerden hun hulptroepen uit de Krim-Tataren, Kozakken, Oekraïners en de volkeren van de Kaukasus.
Onder hen waren ook moslims, wat de stervorm van de onderscheiding verklaarde.

## Het insigne na de Tweede Wereldoorlog
De vier geallieerden hebben na de bezetting van Duitsland het dragen van alle Duitse orden en onderscheidingen, dus ook die uit het Duitse Keizerrijk van vóór 1918, verboden. Dat verbod is in de DDR altijd van kracht gebleven. Op 26 juli 1957 vaardigde de Bondsrepubliek Duitsland een wet uit waarin het dragen van onderscheidingen met daarop hakenkruizen of de runen van de SS werd verboden. Het dragen van dit insigne werd net als het dragen van de Orde van Verdienste van de Duitse Adelaar en het Ereteken voor de 9e November 1923, de zogenaamde "Blutorden", streng verboden. Ook het verzamelen, tentoonstellen en afbeelden van de onderscheiding werd aan strenge regels gebonden. Een aantal onderscheidingen werd ontdaan van de hakenkruizen en soms van hakenkruis en adelaar. In deze gedenazificeerde uitvoering mochten de onderscheidingen worden gedragen. Met dit insigne is dat niet het geval, er staat geen nazistisch symbool op.